# 贝瑙利姆
贝瑙利姆（Benaulim），是印度果阿邦South Goa县的一个城镇。总人口10163（2001年）。

## 人口
该地2001年总人口10163人，其中男性4947人，女性5216人；0—6岁人口934人，其中男495人，女439人；识字率74.36%，其中男性为77.62%，女性为71.26%。